# Хоть раз в жизни
«Хоть раз в жизни» (англ. Begin Again; досл.: «Начни заново») — американская музыкальная комедия-драма 2013 года режиссёра и сценариста Джона Карни. Главные роли исполнили Кира Найтли и Марк Руффало. Найтли играет автора-исполнителя, которую однажды обнаружил исполнительный продюсер (Руффало) одного лейбла и предложил ей записать музыкальный альбом на улицах Нью-Йорка.

## Сюжет
Управляющий лейблом звукозаписи Дэн Маллиган, живущий в Нью-Йорке, пытается удержаться в меняющейся музыкальной индустрии. После того как его уволили с работы, он уходит в запой и в одном из баров Ист-Виллиджа встречается с молодой и независимой исполнительницей Греттой Джеймс. Она недавно порвала со своим парнем Дейвом Коулом и тоже находится в расстроенных чувствах, собираясь уехать из Нью-Йорка. Девушка пишет песни просто для души и ей не нравится коммерческий подход к музыке Дейва. Дэна трогает песня Гретты A Step You Can't Take Back. Он сразу понимает, что после правильной аранжировки композиция обречена на успех, и он предлагает ей подписаться на его бывший лейбл. Грета после первоначального отказа меняет своё мнение и соглашается.
Они встречаются с совладельцем лейбла Солом. У Гретты даже нет готового демо и она исполняет песню под гитару прямо у него в кабинете. Сол не видит потенциала в Гретте и отказывает ей. Несмотря на это, Дэн предлагает Гретте спродюсировать альбом вместе, исполнив его вживую в течение лета в Нью-Йорке, обратившись к друзьям и знакомым. Музыканты, согласившиеся записываться за условную оплату и под честное слово, работают в метро, на площадях, в парках города. Между Дэном и Греттой возникает романтическая связь. Работа над альбомом помогает Дэну вернуться к жизни и восстановить испорченные отношения со своей семьёй, дочерью Вайолетт. Дейв также пытается установить контакт с Греттой, приглашая на свой концерт. Она приходит, но поняв, что Дейв принадлежит уже не ей, а сцене, покидает зал.
Когда альбом оказывается готов, создатели приносят его на прослушивание Солу. Дэну и Гретте ясно что материал понравился и контракт только вопрос времени. Тем не менее Гретта отказывается выпускать альбом по классической схеме музыкального бизнеса. Она решает выложить его онлайн по цене $1 и в первый же день оказывается продано 10 000 копий альбома. Музыканты решают работать дальше и записывать свои новые песни в столицах Европы.

## В ролях
| Актёр           | Роль                       |
| --------------- | -------------------------- |
| Кира Найтли     | Гретта Джеймс              |
| Марк Руффало    | Дэн Маллиган               |
| Адам Левин      | Дейв Кол                   |
| Джеймс Корден   | Стив друг Гретты           |
| Кэтрин Кинер    | Мириам Харт жена Дэна      |
| Хейли Стейнфилд | Вайолет дочь Дэна и Мириам |
| Си Ло Грин      | Траблгам                   |
| Мос Деф         | Сол партнёр Дэна           |

## Создание
Перед тем как Найтли была утверждена на роль, Карни рассматривал возможность работы с профессиональной певицей вроде Адель. Также на главную роль рассматривались другие актрисы, включая Скарлетт Йоханссон. Марк Руффало был первоначальным выбором Карни, он согласился участвовать в фильме после того, как Карни прислал ему черновик сценария. После съёмок режиссёр раскритиковал Найтли как супермодель (sic) без актёрских способностей. Это вызвало скандал, и Карни был вынужден извиняться за свои слова.
Чтобы уменьшить размер бюджета, некоторые сцены, в том числе на Таймс-Сквер, снимались ночью с ручной камеры.

## Саундтрек
Саундтрек был выпущен в США 30 июня 2014 года. Большая часть песен была написана Греггом Александером вместе с Даниэллой Брисбуа, Ником Лешли, Риком Новелсом и Ником Саусвудом. Некоторые песни были написаны Гленом Хансардом и Карни, большую часть песен исполнили Адам Левин и Найтли. Песня «Lost Stars» была номинирована на премию «Оскар» в номинации «Лучшая песня к фильму».
| №   | Название                                      | Автор(ы)                                                   | Исполнитель                  | Длительность |
| --- | --------------------------------------------- | ---------------------------------------------------------- | ---------------------------- | ------------ |
| 1.  | «Lost Stars»                                  | Грегг Александер, Даниэлль Брисбуа, Ник Лешли, Ник Саусвуд | Адам Левин                   | 4:27         |
| 2.  | «Tell Me If You Wanna Go Home»                | Александер, Лешли                                          | Кира Найтли                  | 3:39         |
| 3.  | «No One Else Like You»                        | Александер, Лешли                                          | Адам Левин                   | 3:28         |
| 4.  | «Horny»                                       | Александер, Рик Новелс                                     | Си Ло Грин                   | 3:38         |
| 5.  | «Lost Stars»                                  | Александер, Брисбуа, Лешли, Саусвуд                        | Кира Найтли                  | 4:00         |
| 6.  | «A Higher Place»                              | Александер, Новелс                                         | Адам Левин                   | 3:12         |
| 7.  | «Like a Fool»                                 | Джон Карни                                                 | Кира Найтли                  | 2:27         |
| 8.  | «Did It Ever Cross Your Mind (Demo Version)»  | Александер                                                 | Cessyl Orchestra             | 3:38         |
| 9.  | «Women of the World (Go on Strike!)»          | Александер, Си Ло Грин, Новелс                             | Си Ло Грин                   | 3:15         |
| 10. | «Coming Up Roses»                             | Глен Хансард, Брисбуа                                      | Кира Найтли                  | 3:13         |
| 11. | «Into the Trance»                             | Александер                                                 | Cessyl Orchestra             | 4:05         |
| 12. | «A Step You Can't Take Back»                  | Карни, Александер, Брисбуа                                 | Кира Найтли                  | 3:25         |
| 13. | «Lost Stars (Into the Night Mix)»             | Александер, Брисбуа, Лешли, Саусвуд                        | Адам Левин                   | 3:38         |
| 14. | «The Roof is Broke (Demo Mix)»                | Александер                                                 | Cessyl Orchestra             | 3:00         |
| 15. | «Tell Me If You Wanna Go Home (Roof Top Mix)» | Александер, Лешли                                          | Кира Найтли, Хейли Стейнфилд | 3:27         |
| 16. | «Intimidated by You»                          | Александер                                                 | Cessyl Orchestra             | 2:28         |

## Восприятие
Фильм получил преимущественно положительные отзывы. На сайте Rotten Tomatoes фильм имеет рейтинг 83 % на основе 145 рецензии со средним баллом 6,9 из 10. На сайте Metacritic фильм получил оценку 62 из 100 на основе рецензий 39 критиков. Питер Трэверс дал фильму 3 звезды из 4, похвалив игру основных актеров и отметив, что режиссёру удалось описать любовь через музыку, при этом не сделав фильм слишком сентиментальным.
В то же время, Энтони Скотт назвал фильм разочаровывающим последователем «Однажды», при этом отметив, что фильм «хоть и не слишком хорош, но доставляет удовольствие». Пол МакИннес из The Guardian дал фильму 2 звезды из 5, написав, что фильм помешан на искренности, но при этом фальшив как танцевальный номер Майли Сайрус.